# 元恌
元恌（494年—500年6月21日），法名净藏王，河南郡洛阳县（今河南省洛阳市东）人，魏孝文帝元宏之子，生母郑穆姬。

## 生平
元恌未被封王，景明元年四月己亥（500年6月21日），元恌夭折，虚岁七岁，在华林枣间堂入殓，葬于文昭皇后高照容陵墓东侧，后来因为要扩大高照容的坟茔，元恌被迁葬到北岗。